# Radovljica
Radôvljica (izgovarjava [ɾaˈdoːu̯ljitsa] (), v Radovljici; nemško Radmannsdorf) je mesto z dobrimi 6.000 prebivalci v Sloveniji in središče istoimenske občine in upravne enote.
Srednjeveško mesto Radovljica je zraslo v 14. stoletju na rečnih terasah nad sotočjem Save Bohinjke in Save Dolinke. Srednjeveško obzidje z obrambnim jarkom zaokroža edinstvene primere srednjeveške arhitekture v Sloveniji - radovljiška Graščina, cerkev sv. Petra, Šivčeva hiša, Malijeva hiša s sramotilnim stebrom in grajski park. 
Na mestnem trgu potekajo kulturne prireditve in festivali skozi vse leto. Poleg starega mestnega jedra Radovljice, k mestu spadajo še predeli Predtrg, Žale in Obla Gorica (tudi vzpetina sredi naselja) z znamenitim kopališčem, ki ga je zasnoval Ivan Vurnik v modernističnem slogu ter predel Na Mlaki na levem bregu Save. Radovljica se na severozahodu nadaljuje z urbaniziranim naseljem Lesce, s katerim tvori sklenjeno urbano celoto.

## Geografija
Radovljica leži na robu ravnine, 75 m visoke savske terase, na ozkem pomolu, na nadmorski višini 491 m. Mesto sestavlja: na vzhodnem delu pomola staro mestno jedro s cerkvijo in Graščino, staro tržno naselje s pravokotnim trgom in novejši del, ki se širi proti severu, v smeri proti Lescam. V tej smeri se tudi v ravni črti vlečejo ostanki čelne morene Triglavskega ledenika, kot je Obla gorica (511 m nmv), Volčev hrib, tako, da je novejši del Radovljice večinoma zahodno od te črte. Pod Oblo gorico so 1933 postavili mestno kopališče. Na južnem robu mesta, na terasi 20 m pod mestom, teče železniška proga Ljubljana-Jesenice.
Naselje leži izven glavne cestne povezave, a je kljub temu važno prometno vozlišče, kjer se križajo ceste proti Lescam (Bled, Bohinj) in Kamni Gorici (Kropi, Podnartu). Na glavno cesto, danes avtocesto, vodi priključek. Ob obrežju Save vodi cesta preko Ribnega na Bled, pešpot po Fuksovi brvi čez Savo pa v Kamno Gorico.
Na zahodni strani mesta je sotočje Save Bohinjke in Save Dolinke. Na severovzhodni strani pa so obsežne obdelovalne površine.

## Zgodovina
Radovljica je bila naseljena že v rimskih časih. V Predtrgu so našli nekaj ostankov iz tega obdobja, ki nakazujejo, da je tukaj stalo naselje. Novejše naselje so nato postavili na pomolu in ga poimenovali Radman (Radmansdorf). V 11. stoletju je Radovljica pripadala briksenškim škofom, nato pa Ortenburžanom. Ti so imeli sedež v Pustem gradu (Wallenburg) na drugi strani Save. Ko so v 13. stoletju z Rodin prenesli sedež prafare v Radovljico (točno se ne ve, zgodilo se je med letoma 1173 in 1296, ko je prafara že v Radovljici (plebs sancti Petri) in je znam tudi njen župnik (plebanus Laurentius)), so Ortenburžani poleg cerkve sv. Petra postavili svojo graščino. Tako je nastalo utrjeno tržno naselje in farno središče. To je sčasoma prevzelo ime prvotne naselbine, prvotna naselbina pa je zaradi svoje lege dobila ime Predtrg. Tu je bil ob proščenjih letni sejem (Kirchtag), predvsem živinski sejem (govedo in drobnica).
Ortenburžane so zamenjali Celjani (okoli 1420 - 1456) in nato Habsburžani. Leta 1333 dobi status trga. V boju za celjsko dediščino je dal Lamberg trg zažgati. Leta 1473 se je mesto obdalo z obzidjem kot obrambo pred bližajočimi napadi Turkov. Leta 1475 so Radovljico napadli Turki.
Nekje med letoma 1478 do 1498 (dokument o tem ne obstaja) dobi Radovljica mestne pravice, s tem pa tudi sodstvo. Od leta 1510 se oznaka za Radovljico kot mesto redno uporablja. Trgovala je z vinom in soljo, imela je pravico do mitnine. Mitnice so bile v Radovljici, na Jesenicah (ki je 1579 sodila v belopeško deželsko sodišče) in v Bohinju (leta 1579 v blejskem deželskem sodišču). Mestni grb predstavlja moža, ki v desnici drži kolo, v levici pa maketo mesta.
V obdobju reformacije se je po zaslugi predikatov Krištofa Fašanga in Petra Kuplenika zelo zasidral protestantizem. Svojo cerkev so imeli na sedanjem Linhartovem trgu.
Leta 1654 je mesto precej uničil požar in ponovno leta 1835. Leta 1787 Radovljica postane municipij, ki je bil izročen graščini in tako izgubi mestno samoupravo. Leta 1840 je postala sedež okraja, 1868 sedež okrajnega sodišča in tako tudi središče zgornjega dela Gorenjske. Radovljica je vodilno gospodarsko vlogo ohranila do obdobja po prvi svetovni vojni, ko so to vlogo prevzele gospodarsko razvitejše Jesenice. Kljub temu pa je Radovljica še do danes ostala kulturno in upravno središče Zgornje Gorenjske.

### Obdobje med obema vojnama

#### Kraljevina SHS
Slovenci smo se po koncu prve svetovne vojne in posledično razpadu Avstro-ogrske monarhije znašli v novi državi. Najprej smo se znašli v Državi Slovencev, Hrvatov in Srbov, ki pa se ni obdržala, zato smo se povezali v novo državo, tokrat Kraljevino Srbov, Hrvatov in Slovencev. Z novo državo pa so prišli tudi nova ustava in novi zakoni na vseh področjih življenja in nič drugače ni bilo na področju lokalne samouprave. »V ustavi je bilo posebej predvideno, da mora vlada podati predlog zakona o razdelitvi države na oblasti in ureditvi oblasti v roku štirih mesecev in da mora narodna skupščina nato ta zakon sprejeti v treh mesecih, predvideno pa je tudi bilo, kaj v primeru, če ne bo upoštevan nobeden od navedenih rokov. In ravno to se je zgodilo. Zato je bila 26. aprila 1922 izdana uredba o razdelitvi države na oblasti, ki jo je izdal Ministrski svet (vlada), kar pomeni, da ta ključni nacionalnopolitični problem ni bil rešen po parlamentarni poti, temveč z diktatom. Ta uredba je predpisala, da se država razdeli na 33 oblasti, med katerimi sta bili na področju Slovenije predvideni Ljubljanska oblast (s sedežem v Ljubljani) in Mariborska oblast (s sedežem v Mariboru).« Država je bila tako razdeljena na posamezne oblasti, ki pa so bile nato razdeljene na posebne okraje, ti okraji pa so bili potem še dodatno razdeljeni na posamezne občine. Kot del Ljubljanske oblasti pa se je znašel tudi okraj Radovljica. Celotna Slovenija (razen območja, ki je bilo med vojnama v okviru Italije) je tako štela v začetku 20-ih let 20. stoletja 1073 občin, okraj Radovljica pa je obsega 22 občin za vsega 32 760 prebivalcev.

#### Kraljevina Jugoslavija
Z Ustavo Kraljevine Jugoslavije, ki jo je 3. septembra 1931 predpisal in proglasil kralj Aleksander pa je prišlo do novih sprememb v lokalni samoupravi na Slovenskem. »Glede teritorialnega opravljanja nalog uprave je ustava predpisovala, da se uprava v kraljevini »vrši« po banovinah, srezih in občinah.« Kraljevina Jugoslavija je bila razdeljena na devet banovin, kot ena pomembnejših banovin predvsem za področje Slovenije in tudi za naše obravnavano področje (tj. področje današnje občine Radovljica) pa je bila Dravska banovina s sedežem v Ljubljani. Dravska banovina je bila najmanjša banovina Jugoslavije in je merila 15.849 km² oz. 6,40 % celotne državne površine. Pomembna za razvoj samouprave v Kraljevini Jugoslaviji pa sta poleg Ustave Kraljevine Jugoslavije tudi dva zakona, ki sta bila sprejeta v začetku 1930-ih. To sta Zakon on občinah iz leta 1933 in Zakon o mestnih občinah iz leta 1934. Prvi zakon je urejal v svoji glavni točki predvsem velikost same občine. Določal je namreč, da je občina opredeljena kot naravna in gospodarska enota, ki obsega določen del ozemlja in mora imeti najmanj 3000 prebivalcev. Manjše občine pa se lahko pojavljajo zgolj v krajih, kjer to zahtevajo terenske razmere, ali pa se pojavljajo kakšni drugi opravičljivi razlogi. Zakon o mestnih občinah pa je leta 1934 v Sloveniji predvidel štiri mestne občine: Ljubljana, Celje, Maribor in Ptuj.

#### Spremembe v občini Radovljica med obema vojnama
Vidimo torej, da so se tudi v upravnem smislu z vzpostavitvijo Kraljevine Jugoslavije zgodile velike spremembe. Le-te so vplivale tudi na lokalno samoupravo in posamezne občine. Radovljica je bila po statistiki, ki jo je prikazal popis prebivalstva narejen v Kraljevini Jugoslaviji 31. 3. 1931, ena izmed srez oziroma okrajev Dravske banovine. Imela je 36.322 prebivalcev in je bila razdeljena na 22 občin. To so bile občine: Begunje, Bled, Bohinjska Bistrica, Breznica, Dovje, Gorje, Jesenice, Kamna Gorica, Koroška Bela, Kranjska Gora, Kropa, Lancovo, Lesce, Leše, Ljubno, Mošnje, Ovsiše, Predtrg, Radovljica, Rateče – Planica, Ribno, Srednja vas v Bohinju.
Kot pa sem že omenjeno zgoraj, pa je leta 1933 prišlo do novega zakona o občinah po katerih se je kar nekaj občin v posameznih srezih Dravske banovine združilo, zato so občine postale večje, kar pa je pomenilo, da se je njihovo število zmanjšalo. Radovljiški srez je tako od leta 1933 obsegal 15 občin. To so bile naslednje: Bled, Bohinjska Bistrica, Bohinjska Srednja vas, Brezje, Breznica, Dovje-Mojstrana, Gorje, Jesenice, Koroška Bela, Kranjska gora, Kropa, Lesce, Radovljica, Rateče, Ribno.
Kljub vsem tem spremembam pa se je v naslednjem desetletju, do začetka druge svetovne vojne, zgodilo še nekaj sprememb v številu občin v Dravski banovini. Izkazalo se je namreč, da so bile nekatere občine, predvsem zaradi hitrosti in nepremišljenosti sprememb, ustanovljene prenaglo. Tako je bilo pred vojno v Dravski banovini 407 občin, med njimi so bile 4 mestne občine. V okraju Radovljica so bile tako 1. julija 1939 naslednje občine: Begunje na Gorenjskem, Bled, Bohinjska Bistrica, Brezje, Breznica, Dovje-Mojstrana, Gorje, Jesenice, Kamna gorica, Koroška Bela, Kranjska gora, Kropa, Lesce, Ovsiše, Radovljica, Rateče-Planica, Ribno in Srednja vas v Bohinju.

### Obdobje po drugi svetovni vojni
»Predvsem v obdobju po drugi svetovni vojni in vse do ustave iz leta 1963 je prihajalo do pogostih sprememb pri nastajanju, spreminjanju in ukinjanju lokalnih teritorialnih enot in je zato mogoče to obdobje poimenovati kot obdobje teritorialne nestabilnosti.« Prvi zakon, ki pa je v Sloveniji po drugi svetovni vojni urejal vprašanje teritorialne razdelitve pa je bil Zakon o upravni razdelitvi federalne Slovenije iz septembra 1945. Po tem zakonu je bilo ozemlje Slovenije razdeljeno na 5 okrožij, med temi okrožji pa je bilo okrožno mesto Ljubljana razdeljeno na 10 mestnih četrti. Druga okrožja pa so bila razdeljena na okraje (skupaj jih je bilo 28), ki pa so bili nato še dodatno razdeljena v kraje (skupaj 1583). 
Do sprememb tega zakona je nato prišlo že kmalu in sicer v letu 1946. Temeljna sprememba je bila v številu krajev, ki so jih močno zmanjšali. Radovljica je v tem obdobju spadala v ljubljansko okrožje, ki je imelo 7 okrajev: Grosuplje, Jesenice, Kamnik, Kranj, Ljubljana-okolica(s sedežem v Ljubljani), Rakek, Škofja Loka. 
Omeniti pa velja še novi Zakon o upravni razdelitvi Ljudske republike Slovenije iz leta 1948. Po tem zakonu je bila Slovenija razdeljena na glavno mesto Ljubljana in na skupno 29 okrajev ter 1264 krajev.

#### Ponovna uvedba občin
Do pomembnih sprememb in novega zakona pa je zopet prišlo v letu 1952. Po tem novem zakonu je bila sedaj Slovenija razdeljena na mesta, okraje in občine. Kot mesta so bila opredeljena Ljubljana, Maribor in Celje, okrajev je bilo 19, vseh občin v Sloveniji pa je bilo 386. Eden izmed okrajev je bila tudi Radovljica. Okraj Radovljice je takrat obsegal 47.565 prebivalcev in je bil razdeljen a 13 občin. To so bile: Begunje na Gorenjskem, Bled, Bohinjska Bistrica, Črnivec, Dovje-Mojstrana, Gorje, Jesenice, Kranjska gora, Kropa, Podnart, Radovljica, Srednja vas v Bohinju in Žirovnica. 
V okviru povojnih sprememb in ponovnega ustanavljanja občin pa velja omeniti še spremembe zakona iz leta 1955. Tega leta je bila namreč Slovenija ponovno razdeljena z Zakonom o območjih okrajev in občin v Ljudski republiki Sloveniji. V Sloveniji je bilo tako po tem zakonu 11 okrajev, ki so bili razdeljeni na skupaj 130 občin. Po tem zakonu je Radovljica prešla pod Kranjski okraj, ki je obsegal 11 občin. To je pomenilo, da Radovljica od vzpostavitve tega zakona ni bila več okraj, ampak se je spremenila v občino, ki je v tem času obsegala 10.500 prebivalcev. Sam zakon je od leta 1955 pa do leta 1960 doživel vrsto sprememb. Splošna značilnost teh sprememb pa je bila zmanjšanje števila okrajev iz 11 na 8 ter zmanjšanje števila občin iz 130 na 83. Tudi po teh spremembah je Radovljica ostala pod Kranjskim okrajem, ki pa je od leta 1960 naprej vseboval 9 občin. Ena izmed njih je bila tudi Radovljica.
Do leta 1964 pa se je Zakon o območjih okrajev in občin v Ljudski republiki Sloveniji spremenil še enkrat. S temi spremembami, ki pa so potem veljale kar nekaj časa pa se je Slovenija razdelila na 4 okraje (Celje, Koper, Ljubljana in Maribor). Radovljica pa je z 26.898 prebivalci postala ena izmed občin v Ljubljanskem okraju. 

#### Stanje pred osamosvojitvijo
Od leta 1964 pa vse do leta 1980, ko so se zgodile nove pomembne spremembe se stanje občin in okrajev ni veliko spreminjalo. Kot že rečeno, pa je do večjih sprememb prišlo leta 1980. Po tistem zakonu je bilo v Sloveniji 65 občin, ena izmed njih pa je bila prav tako Radovljica.

### Lokalna samouprava po osamosvojitvi Slovenije
»Po osamosvojitvi Republike Slovenije je bilo uvajanje lokalne samouprave eno izmed najpomembnejših in najzahtevnejših nalog v novi državi, saj je šlo pri tem za korenito spremembo dotakratne ureditve v smeri »klasične lokalne samouprave« evropskega tipa.« Vsa potrebna zakonodaja za začetek izvajanja reforme lokalne samouprave se je začela pripravljati že v letu 1989 in je bila dokončno sprejeta leta 1994. V letu 1994 je bilo tako v Sloveniji 62 občin. V naslednjih štirih letih pa je prišlo še do drastičnega povečanja teh številk. V letih 1994 do 1998 je bilo ustanovljeno dodatnih 85 občin in jih je bilo tako vsega skupaj 147. Do konca leta 1998 pa smo imeli v Sloveniji 192 občin, kar pomeni, da je bilo v naslednjem letu ustanovljenih dodatnih 45 občin.
Spremembe v obsegu in številu prebivalcev pa je v prvih desetih letih po osamosvojitvi doživela tudi občina Radovljica. Spremembe bom prikazal v naslednjih treh tabelah:
| Občina leta 1994 | Površina v km² | Število prebivalcev 31. 3. 1993 |
| ---------------- | -------------- | ------------------------------- |
| Radovljica       | 642            | 34.707                          |

| Občina konec leta 1994-1998 | Površina v km² | Število prebivalcev 1. 1. 1996 |
| --------------------------- | -------------- | ------------------------------ |
| Radovljica                  | 119            | 18.251                         |
| Bled                        | 189            | 11.011                         |
| Bohinj                      | 334            | 5199                           |

| Občina konec leta 1998 | Površina v km² | Število prebivalcev 30. 9. 1997 |
| ---------------------- | -------------- | ------------------------------- |
| Radovljica             | 119            | 18.064                          |
| Bled                   | 189            | 10.976                          |
| Bohinj                 | 334            | 5189                            |

## Kulturne in zgodovinske znamenitosti v mestu
Staro mestno jedro Radovljice je zaščiteno kot kulturni in zgodovinski spomenik (Odlok o razglasitvi starega mestnega jedra Radovljice za kulturni in zgodovinski spomenik, Uradni vestnik Gorenjske, št. 11/87-160).
- Edini mestni hotel Grajski dvor, delo arhitekta Ivana Vurnika
- Gabrov drevored (od hotela proti staremu mestnemu jedru) poleg katerega leži grobnica padlim v drugi svetovni vojni. Drevored je ostanek graščinskega baročnega vrta, katerega je dala urediti rodbina Thurn-Valsassina v 17. in 18. stoletju.
- Poznosrednjeveški obrambni jarek je bil v zadnjih letih obnovljen (vstop v staro mestno jedro)
- Zgornja mestna vrata (vstop v staro mestno jedro), katera je nekoč ob dvižnem mostu varoval obokan obrambni stolp.
- Osrednji mestni trg, ki ima na vsaki strani lepo vzdrževane spomenike srednjeveške in renesančne meščanske arhitekture.
  - Rojstna hiša Antona Tomaža Linharta, ogled je mogoč le od zunaj.
  - Vidičeva hiša iz leta 1634.
  - Lectarjeva hiša v kateri je najstarejša radovljiška gostilna. Vhodni portal, iz leta 1822, je delo znane kamnoseške delavnice Kocjančičev s Črnivca.
  - Graščina v starem mestnem jedru je bila z gabrovim drevoredom prvotno povezana z lesenim hodnikom, kasneje pa s še danes uporabnim nasipom. Prvotni ortenburški grad je po potresu leta 1511 prezidal tedanji najemnik grof Dietrichstein, stoletje kasneje pa so jo dodatno razširili grofje Thurn-Valsassina. V pritličju je danes Glasbena šola, v prvem nadstropju je Čebelarski muzej, ki prikazuje dediščino slovenskega čebelarstva. Tu je Mestni muzej s predstavitvijo življenja in dela Antona Tomaža Linharta.
  - Župnijska cerkev sv. Petra je bila sezidana pred 750 leti v romanskem slogu. Sredi 15. stoletja je bila prezidana in povečana.
  - Župnišče z renesančnimi in baročnimi freskami na pročelju.
  - Malijeva hiša, v kateri je od 18. stoletja dalje obratovala strojarska delavnica. Hišo krasi na stebre oprt pomol nad vhodnimi vrati. Klop med stebri pa je v preteklosti služila tudi za sramotilni steber.
  - Šivčeva hiša, ki ima lepo ohranjeno notranjost v pritličju z dvoladijsko vežo, ki je prekrita z grebenastim obokom, ki se opira na stebre. Fasado na zunanji strani krasi freska iz 17. stoletja. Ohranjeno je tudi stopnišče s prvim nadstropjem kot je bilo v času nastanka sredi 16. stoletja s kuhinjo, shrambo in stanovanjskim prostorom. V stanovanjskem prostoru je danes poročna dvorana.
  - Spomenik Josipini Hočevarjevi, ki ga je leta 1908 izklesal domačin Josip Pavlin.
  - Srednjeveški vodnjak, ki so ga odkrila arheološka izkopavanja ob obnovi mestnega jedra in nanj opozarja oznaka v tleh.
- Spodnja mestna vrata, ki vodijo proti Savi in naprej v Lipniško dolino.
- Mrakova hiša
- Novejši spomenik Antonu Tomažu Linhartu (nasproti Ekonomske gimnazije), delo akademskega kiparja Staneta Kolmana
- Čebelica, secesijska stavba nekdanje Mestne hranilnice

## Pobratena mesta
- Ivančice
- Sondrio
- Svilajnac

## Muzeji v Radovljici
- Mestni muzej v Radovljici
- Galerija Šivčeva hiša v Radovljici
- Čebelarski muzej v Radovljici

## Šole
- Osnovna šola Antona Tomaža Linharta
- Osnovna šola Antona Janše
- Ekonomska gimnazija in srednja šola Radovljica
- Srednja gostinska in turistična šola Radovljica
- Glasbena šola Radovljica
- Ljudska univerza Radovljica

## Ostale zgradbe v Radovljici
- Knjižnica Antona Tomaža Linharta na Vurnikovem trgu
- Šarčeva vila
- Linhartova dvorana
- Letno kopališče, ki leži na južnem pobočju Oble gorice, je nastalo po načrtih arhitekta Ivana Vurnika že pred drugo svetovno vojno.
- Kamp ob letnem kopališču
- Zdravstveni dom in lekarna
- Avtobusna postaja Radovljica
- Pošta

## Osebnosti, povezane z Radovljico
- Avgust Bukovec
- Josipina Hočevar
- Anton Tomaž Linhart
- Peter Kupljenik
- Anton Janša
- Janez Vurnik st.
- Janez Vurnik ml.
- Ivan Vurnik
- Neža Ema Mikec
- Ivan Hribovšek
- Simona Vodopivec
- Manca Izmajlova
- Konrad Janežič
- Vladimir Pavšič-Matej Bor